# Public Speaking
Public Speaking es un documental de 2010 dirigido y producido por Martin Scorsese, sobre la escritora estadounidense Frances Ann Lebowitz, más conocida como Fran Lebowitz.
La película fue emitida por HBO el 22 de noviembre de 2010, antes de su estreno limitado el 23 de febrero de 2011 a cargo de Rialto Pictures. La película fue nominada a Mejor Documental en los Gotham Independent Film Awards de 2010.

## Argumento
Documental sobre Fran Lebowitz, escritora norteamericana conocida por su visión única de la vida moderna en Nueva York y por llevar más de 30 años sin lograr terminar un libro, haciendo que su propio bloqueo creativo sea parte de su fama. El film mezcla monólogos extemporáneos con material de archivo, y el efecto es un retrato de las experiencias y visión del mundo de Lebowitz.

## Producción
Graydon Carter inicialmente le propuso la idea a Lebowitz, con Wes Anderson comprometido durante tres años para dirigir la película. Finalmente, debido a un conflicto de programación, Martin Scorsese reemplazó a Anderson.
La fotografía principal tuvo lugar en The Waverly Inn en la ciudad de Nueva York.

## Lanzamiento
La película fue emitida por HBO el 22 de noviembre de 2010. En enero de 2011, Rialto Pictures adquirió los derechos de distribución cinematográfica de la película en Estados Unidos y la fijó para un lanzamiento limitado el 23 de febrero de 2011.

## Recepción de la crítica
Public Speaking recibió críticas positivas de los especialistas de cine. Tiene una calificación de aprobación del 92% en el sitio web del agregador de reseñas Rotten Tomatoes basado en 12 reseñas, con un promedio ponderado de 7.90 sobre 10. En Metacritic, la película tiene una calificación de 75 sobre 100, basada en 9 críticos, lo que indica "críticas generalmente favorables".

## Premios y nominaciones
| Premio                         | Categoría        | Receptor        | Resultado | Ref(s) |
| ------------------------------ | ---------------- | --------------- | --------- | ------ |
| Gotham Independent Film Awards | Mejor Documental | Public Speaking | Nominado  | [ 11 ] |